# 王德毅
王德毅（1934年3月28日—2024年4月29日），江蘇豐縣人。中國歷史學家，宋史研究專家，專注編纂年譜和歷史人物傳記資料索引。長期任職臺灣大學歷史學系。著有《王國維年譜》。2024年4月29日辭世。

## 合編
- 《宋史研究集》
- 《宋人傳記資料索引》
- 《元人傳記資料索引》